# (23739) Kevin
(23739) Kevin est un astéroïde de la ceinture principale.

## Description
(23739) Kevin est un astéroïde de la ceinture principale. Il fut découvert le 18 mai 1998 à la station Anderson Mesa par le programme LONEOS. Il présente une orbite caractérisée par un demi-grand axe de 2,23 UA, une excentricité de 0,17 et une inclinaison de 4,7° par rapport à l'écliptique.

## Compléments